# Кече (головной убор)

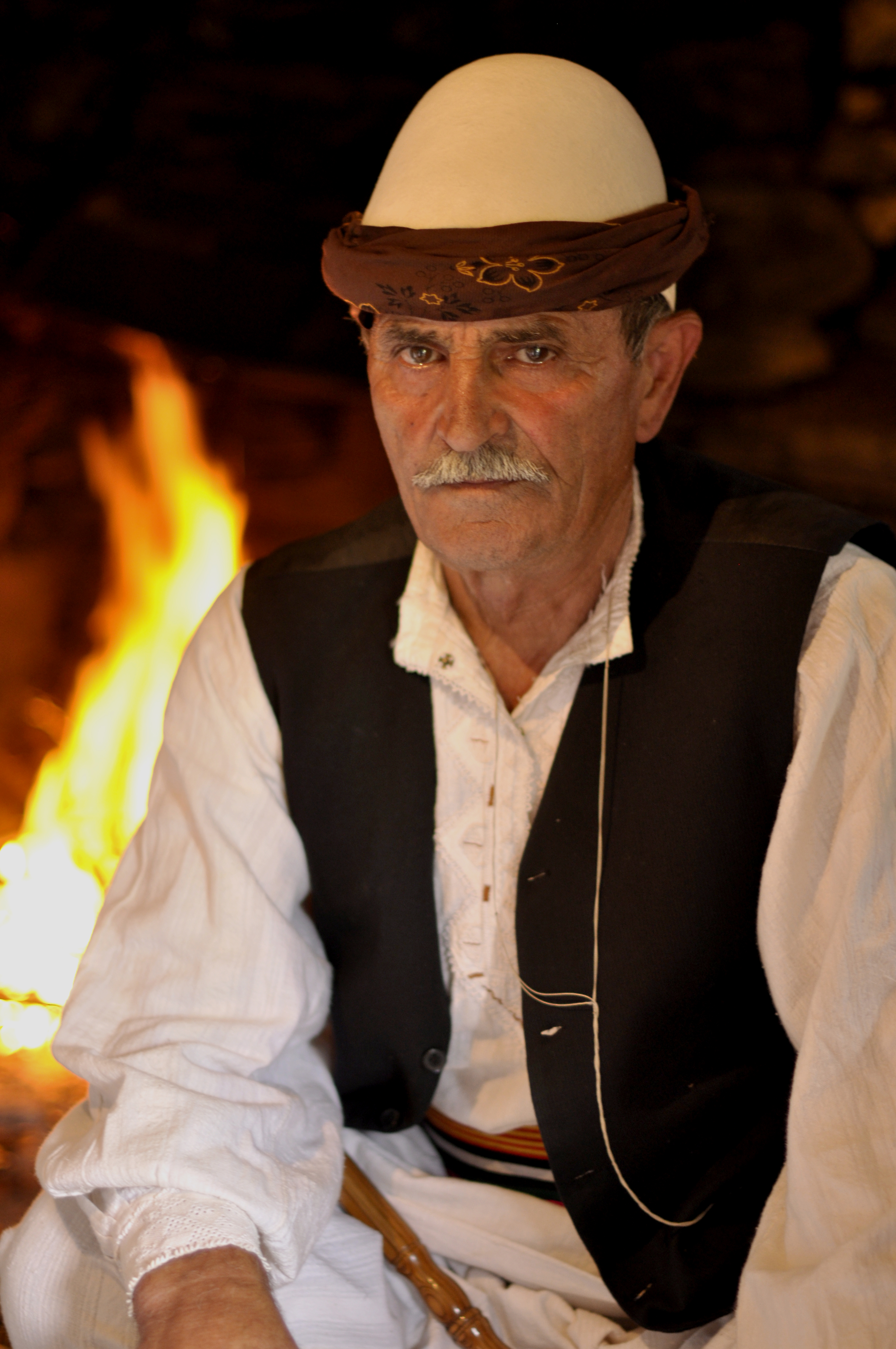
Мужчина из Призренского Хаса (юго-запад Косово), одетый в кече

Кече, келеш (алб. qeleshe, plis, qylaf) — албанский национальный головной убор в виде шапочки белого цвета без полей. Широко распространена на территориях, населённых албанцами и в настоящее время является частью албанского народного костюма. Высота шапочки варьируется от региона к региону.

## Этимология
По-албански: def. sin. qeleshja или plisi, indef. pl. qeleshe или plisa, def. pl. qeleshet или plisat.

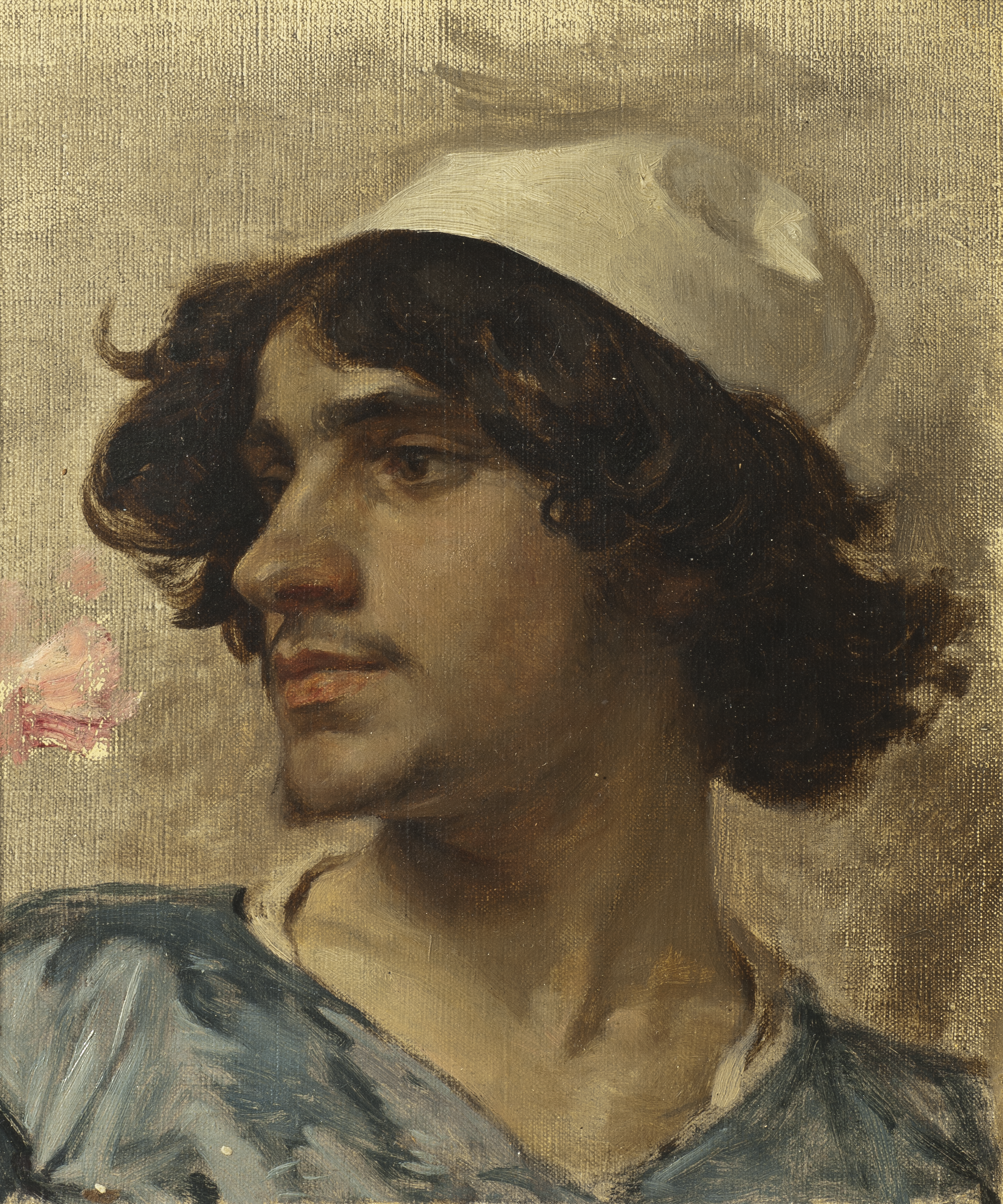
Портрет молодого албанского солдата, одетого в plis. Холст, масло. Художник — Шарль Барг (1826—1883).

Стиль головного убора схож с похожими иллирийскими головными уборами.
Название qeleshe произошло от албанского слова «шерсть» (lesh),; слово plis — от протоалбанского *p(i)litja, связанного с германским filiz, латинским pellis, и греческим πῖλος pilos и также известно, как пилос.

## Внешний вид

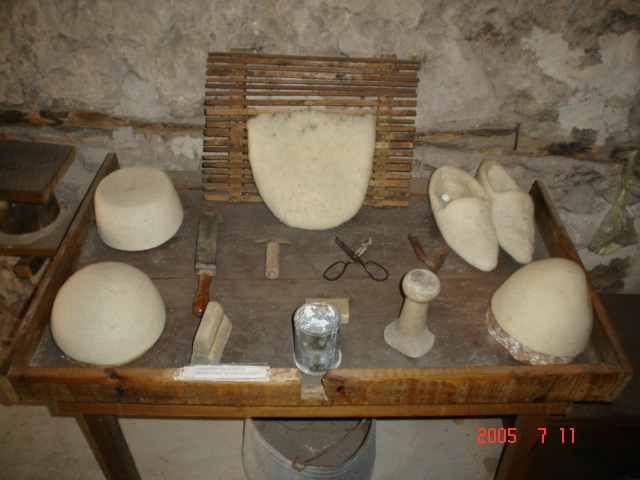
Шерстяные вещи из Этногорафического музея г. Круя

Кече является частью традиционного костюма албанских горцев и рассматривается как один из национальных символов Албании. В османский период белая шапочка, как и белая феска характеризовали принадлежность к албанскому народу, в особенности мусульман.
На севере Албании, где проживают этнографическая группа албанцев геги, шапочка имеет усечённую полусферическую форму, а на юге Албании (тоски) шапка более высокая, в особенности близ Гирокастры и Влёры, за исключением равнинного района Myzeqe. В некоторых регионах южной Албании шапка имеет небольшую выступающую часть. Обычно для производства одной шапочки достаточно одного куска шерстяного войлока, обычного белого цвета.
Город Круя особенно известен как место производства кече. Головной убор надевается мужчинами во время свадебных церемоний в районе Тираны.
В Косово, помимо албанцев-гегов, кече носили и сербы, у которых этот головной убор был известен под названиями серб. plis, terlema, ćeča.

## Галерея

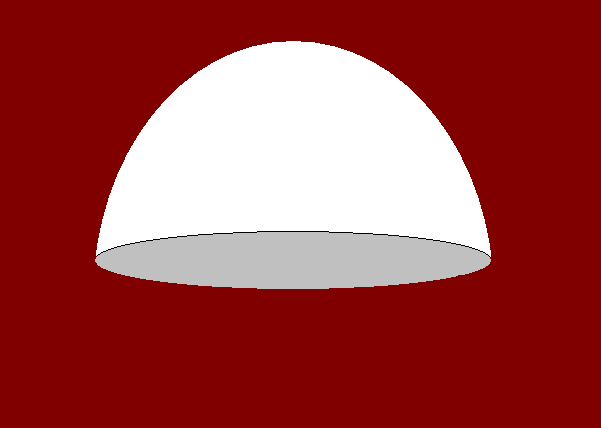
Полусферический кече (также известен как алб. plis).
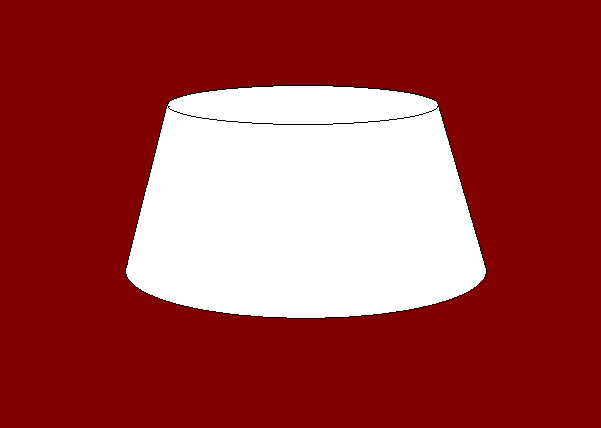
Плосковерхий кече, похожий на феску.
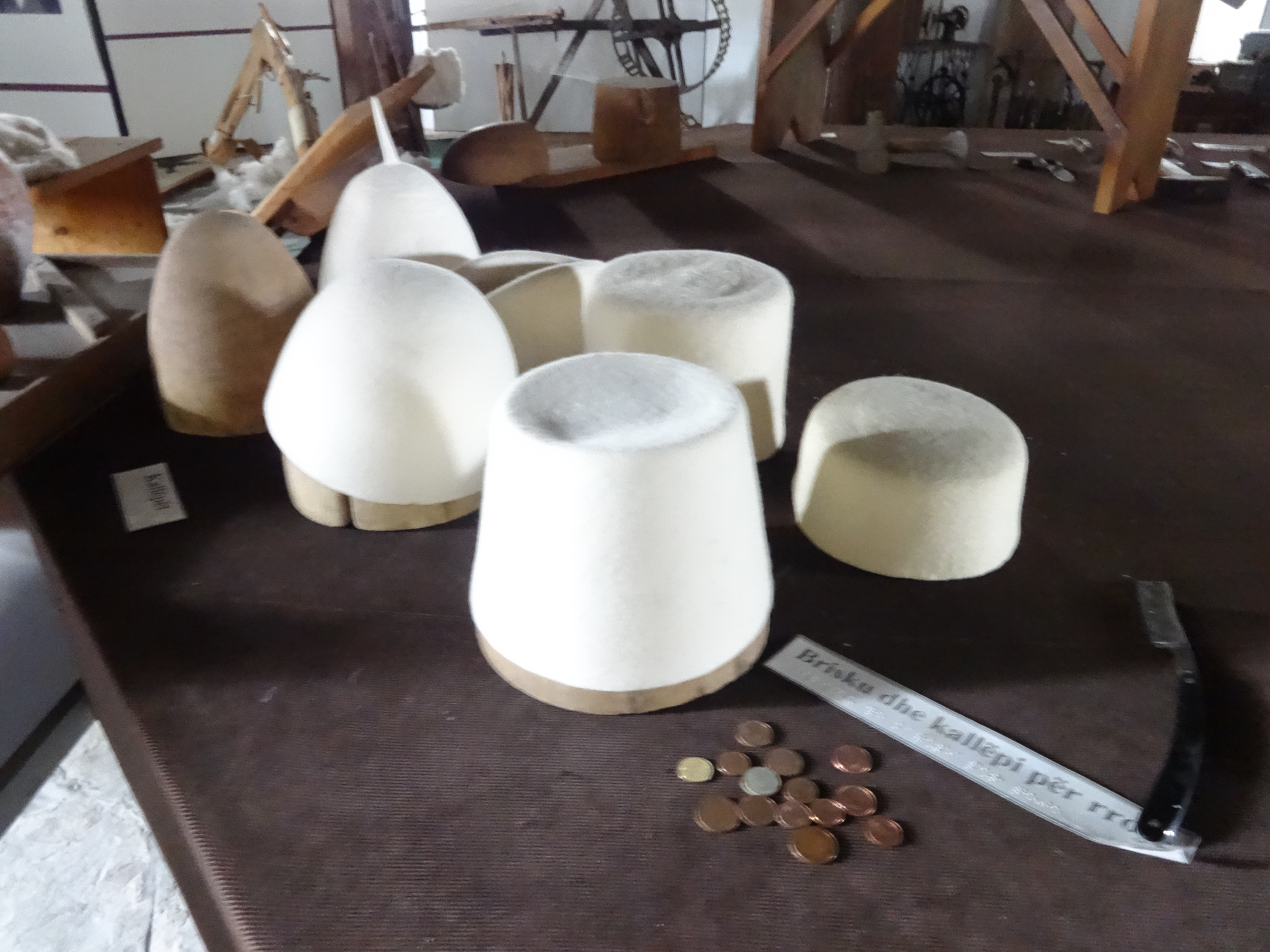
Различные типы кече.
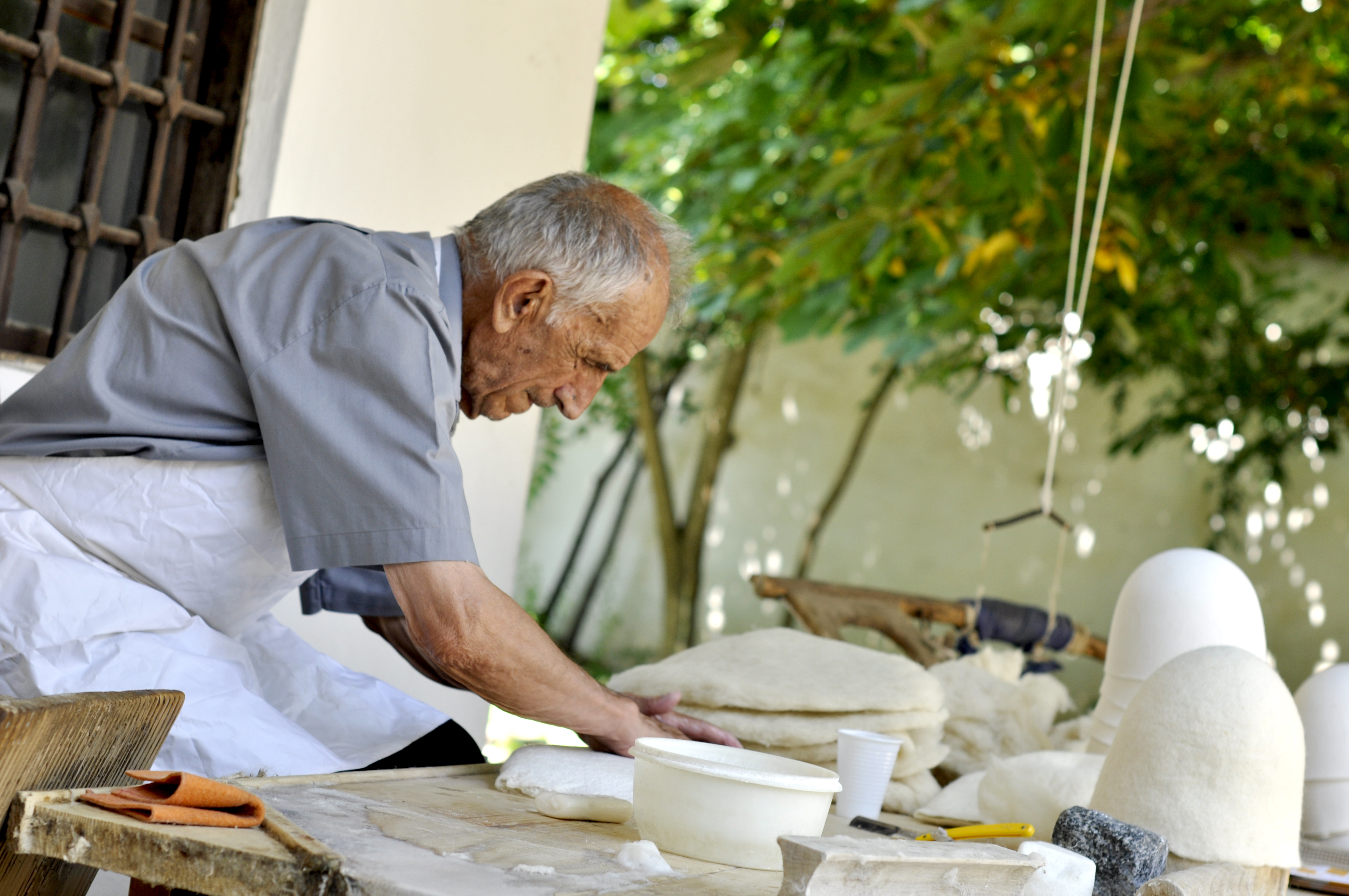
Войлочник.
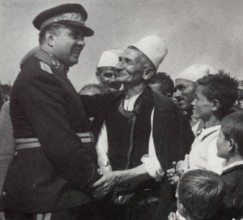
Энвер Ходжа и албанцы в высоком кече.
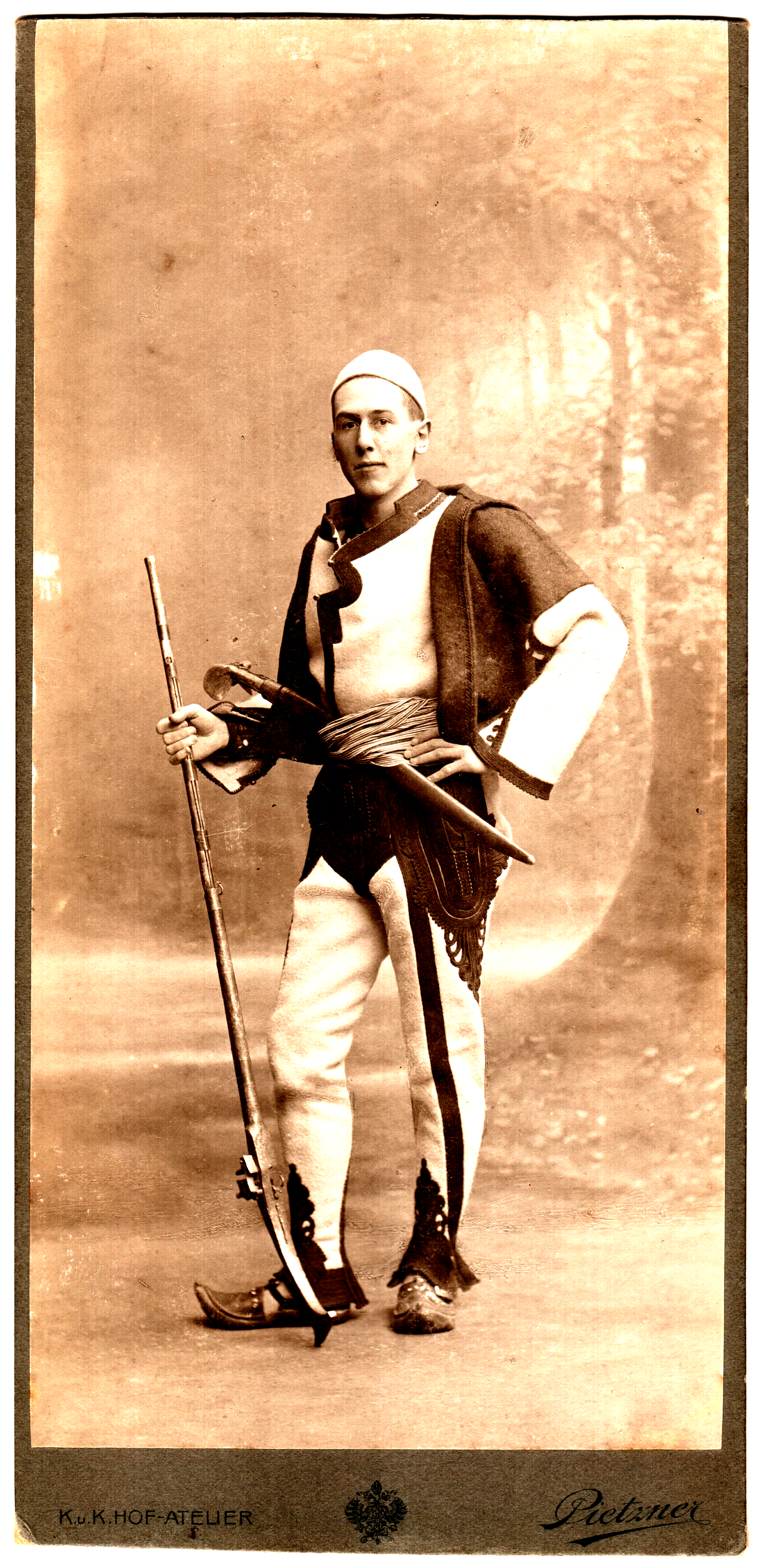
Ференц Нопча в североалбанским костюме, 1913.
Албанское музыкальное трио, округ Хас.